# ホワイトサンズ・ミサイル実験場

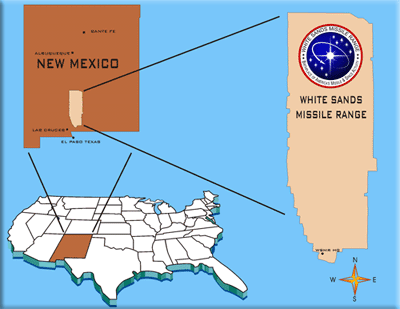
ホワイトサンズ・ミサイル実験場の位置

ホワイトサンズ・ミサイル実験場（ホワイトサンズ・ミサイルじっけんじょう、英：White Sands Missile Range、WSMR）は、アメリカ合衆国ニューメキシコ州にある、アメリカ陸軍によって管理されるロケット発射場である。同実験場は、1945年7月9日に設立され、かつてはホワイトサンズ性能試験場（White Sands Proving Ground）と呼ばれていたが、1958年5月1日に現在の名称に改められた。世界初の核実験であるトリニティ実験が行われたトリニティ・サイトはこの実験場の一角にある。
敷地は南北方向にほぼまっすぐな端の欠けた長方形で、南北160 km（100 mi）、東西64 km（40 mi）ある。ロードアイランド州のおよそ3倍の約3,200 mi2（8,288 km2、日本の兵庫県と同じくらいの広さ）におよぶ広大な領域を占めるアメリカ合衆国で最も大きな軍事施設である。

## 地理
アメリカ合衆国ニューメキシコ州のオテロ郡、ドニャアナ郡、シエラ郡、リンカーン郡、ソコロ郡にまたがって位置し、その大部分はオルガン山脈、サンアンドレス山脈、サクラメント山脈の間に位置する低地、トゥラロサ盆地にあり、北部はホルナダ・デル・ムエルトにもかかっている。アラモゴードとラスクルーセスの間の国道70号線上にあり、ミサイル実験場で実験が行われている間は、国道はしばしば安全上の理由で閉鎖される。関係者が住むメイン・ポストはホワイトサンズCDP（国勢調査指定地域）に指定されており、ホワイトサンズ国定記念物の全体が実験場敷地内に含まれる。

## 解説

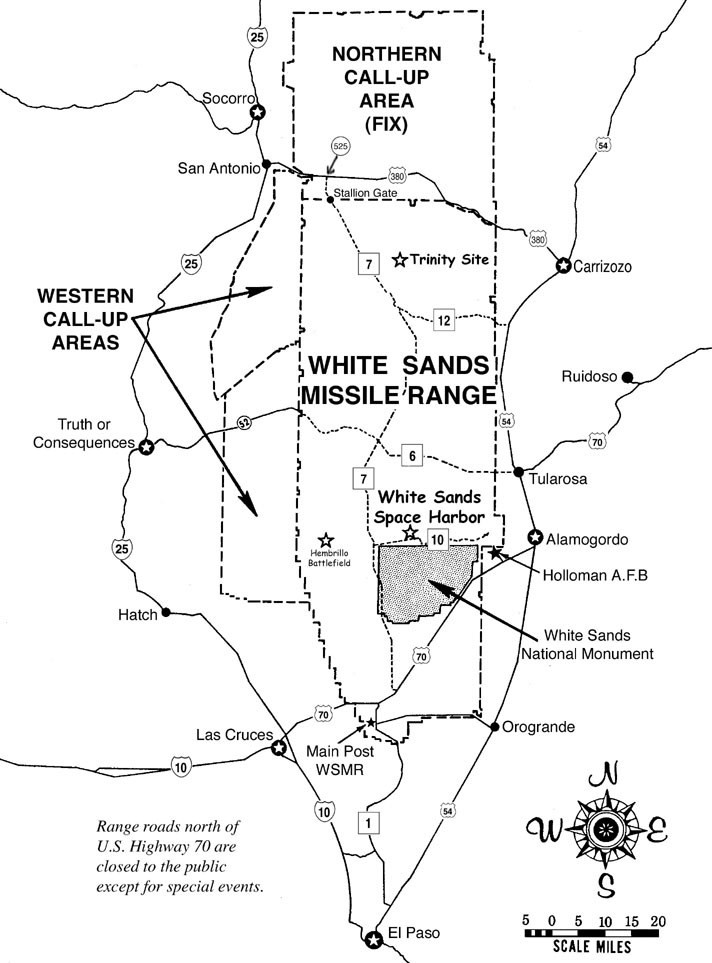
ホワイトサンズ・ミサイル実験場の地図。地図中央上寄りにトリニティ・サイト、下寄りにホワイトサンズ宇宙港がある。網掛けの部分がホワイトサンズ国定記念物である。敷地下端のメイン・ポストWSMRは約8 km^{2}の居住地域であり、ホワイトサンズCDPに指定されている。ホワイトサンズ実験場博物館もここにある。

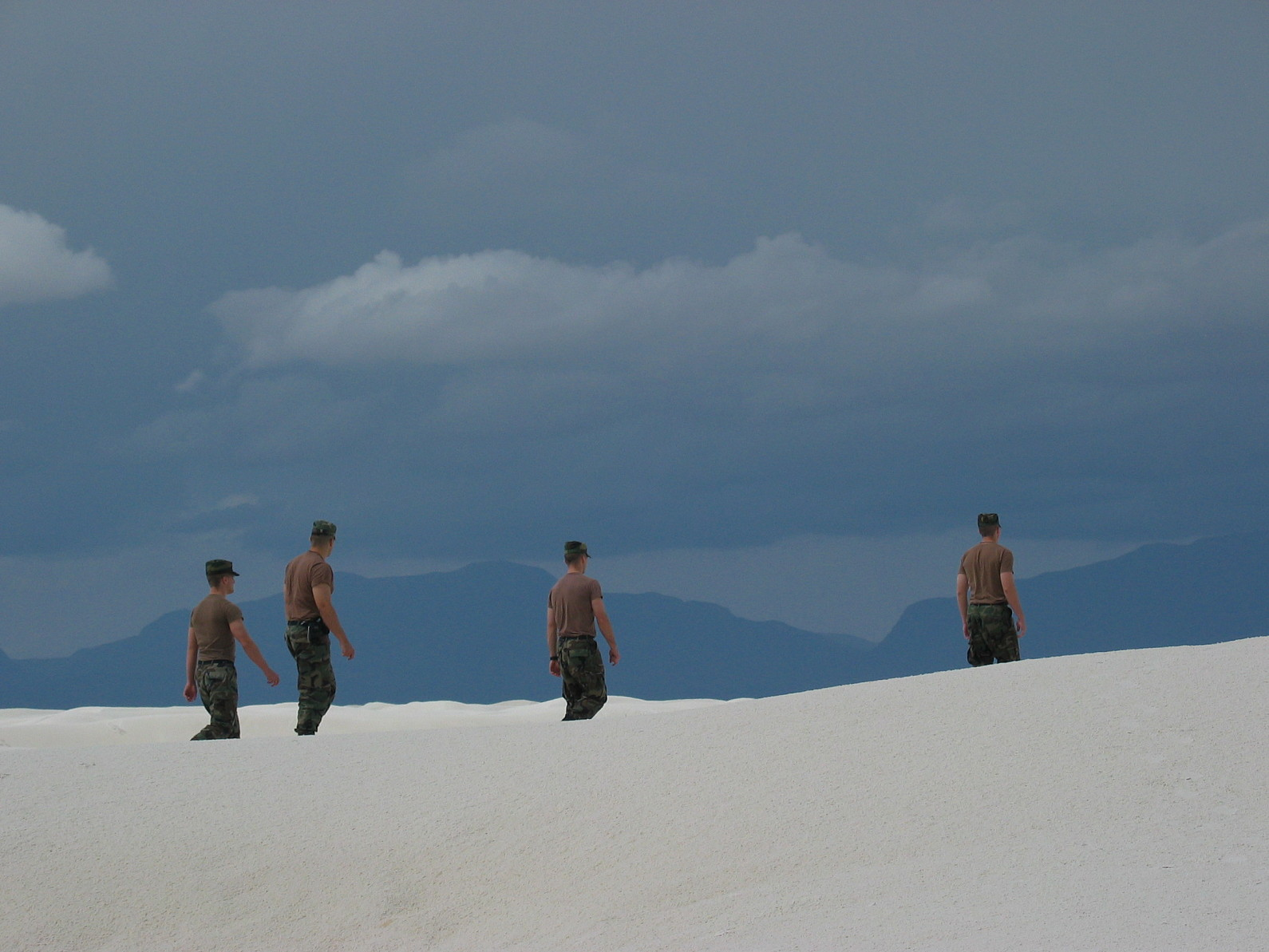
ホワイトサンズ国定記念物付近の兵士たち

実験場の名前のホワイトサンズは、文字通りこの地域に広がる白い砂丘に由来する。この砂は周囲の山から浸出したもので、石膏の結晶から成る。ホワイトサンズ国定記念物が試験場に隣接していて、独特の生態系が存続している。白い砂の帯の領域は近隣のホロマン空軍基地まで広がっている。この地域はめったに曇らないため、上空の衛星軌道からでもはっきりと見える。
1945年7月16日に、世界初の核実験であるトリニティ実験が行われたトリニティ実験場 (Trinity site) は、実験場の北部とホルナダ・デル・ムエルトとの境界付近にある。
第二次世界大戦終結後ドイツで捕獲されたV2ロケットは、ヘルメス計画によってリバースエンジニアリングのためにWSMRへ運ばれ、1944年のペーパークリップ作戦の一部としてV2ロケットの開発に関わった多くの科学者がロケットと同様にこの地に連行されてきた。ドイツ軍兵士のニューメキシコ州とテキサス州での外国勤務の後、ドイツに帰国する彼らの子供たちを教育するために設立されたエル・パソ及びアラモゴードのドイツ人学校 (Deutsche Schule) で、V2とともにこの地にやってきたドイツ人科学者達から続くドイツの縁故は今も生き続けている。
アメリカ陸軍武器科は、MGM-5 コーポラルを試験するために、カリフォルニア工科大学のグッゲンハイム航空研究所 (Guggenheim Aeronautical Laboratory of the California Institute of Technology, GALCIT) と提携したORDCITプロジェクトの一環として、1945年7月9日付けで正式に当ミサイル実験場を設立した。1945年春には、ジェット推進研究所 (JPL) がホワイトサンズ・ミサイル実験場で初のプライベート F ミサイルを試射した。今日では、南に70マイルにあるテキサス州フォートブリスのアメリカ陸軍防空センターとWSMRは、技術に貢献する領域の連続した帯を形づくる。フォートブリスは、ロケット推進ミサイルの屋外博物館展示を持つ。
基地のそばの領土の最後の併合の物語は、エドワード・アビーの小説「ファイア・オン・ザ・マウンテン」の背景にもなった。

## 司令官

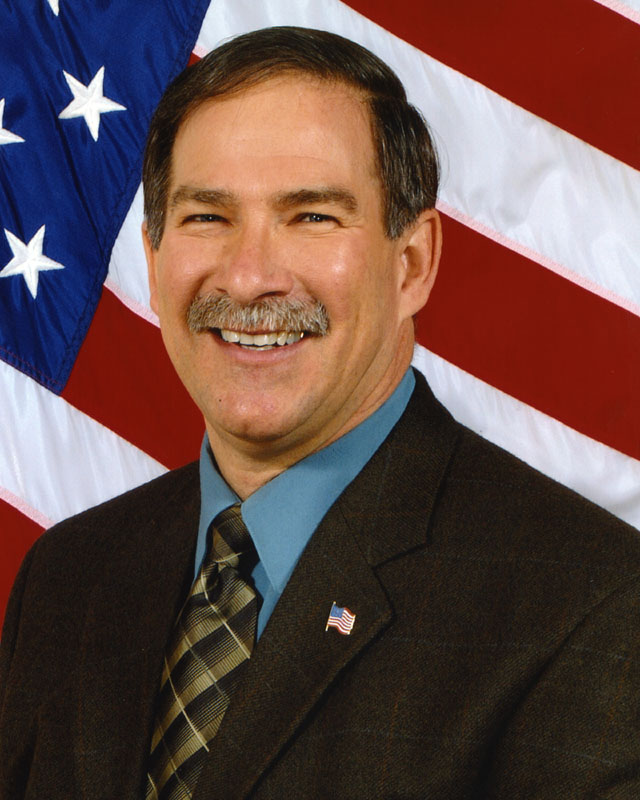
2005年11月30日以降ホワイトサンズ・ミサイル実験場のディレクターを務めるトーマス・R・ベラード氏

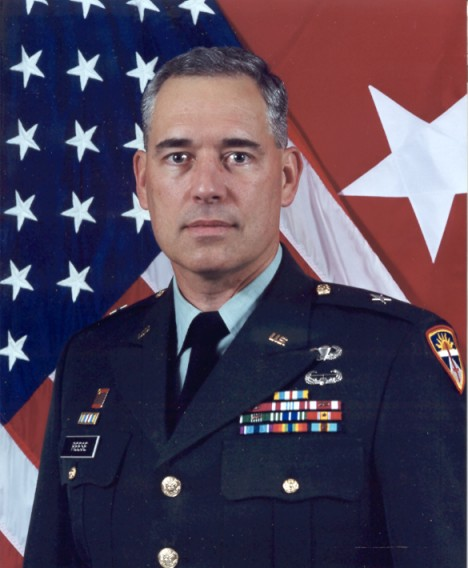
2005年11月30日まで第26代司令官を務めたロバート・J・リース准将

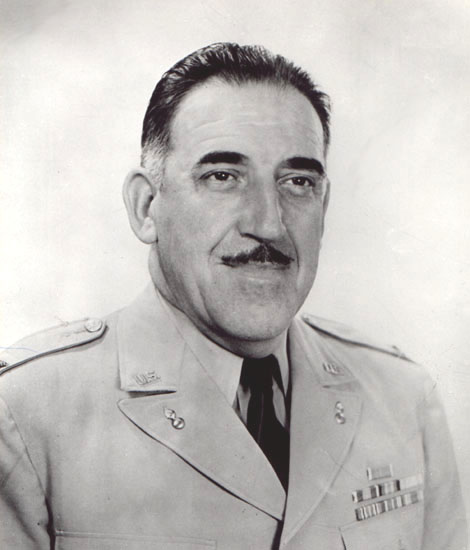
ホワイトサンズ性能試験場（当時）初代司令官ハロルド・ターナー大佐

ホワイトサンズ性能試験場及びホワイトサンズ・ミサイル実験場の司令官は2007年現在まで27人務めている。初代は、ハロルド・ターナー大佐であり、第26代のロバート・J・リース准将まで軍人である。現在のWSMRの責任者である第27代のトーマス・R・ベラードだけが民間から起用されている。
ロバート・J・リース准将が35年の従軍の後、陸軍からの退役に伴う2005年11月30日の司令部交代式で、民間人のトーマス・R・ベラードがWSMRの責任者に指名された。ベラードは、WSMRで最も高位の民間人である。アメリカ陸軍開発試験コマンドの司令官マイケル・J・コンベスト准将は、ベラードがWSMRの責任者であると力説した。1994年以降、6人の将官にWSMRの指揮権があったが、その期間の間でリースの在任期間28ヵ月と最も長かった（歴代では11番目）。陸軍省当局は、陸軍がすべての指揮官を配置するのに十分な将官を確保できればすぐに、陸軍が将官にWSMRを指揮するよう任命すると言っているが、これには少なくとも6ヵ月かかることになっていて、それより長くかかることもできる。ベラードの在任期間は2007年9月の時点で既に21ヵ月になっており、まもなく2年になる。
| 代 | 名前                                                      | 就任            | 退任            | 在任(日) | PG/MR |
| -- | --------------------------------------------------------- | --------------- | --------------- | -------- | ----- |
| 1  | ハロルド・R・ターナー大佐 (Col. Harold R. Turner)         | 1945年 7月9日   | 1947年 8月3日   | 756      | WSPG  |
| 2  | フィリップ・G・ブラックモア准将 (BG Philip G. Blackmore)  | 1947年 8月4日   | 1950年 1月31日  | 912      | WSPG  |
| 3  | ジョージ・G・エディー准将 (BG George G. Eddy)             | 1950年 1月12日  | 1954年 6月14日  | 1,615    | WSPG  |
|    | ホーマー・トーマス大佐 (Col. Homer Thomas)                | 空位期間代理    | 空位期間代理    | -        | WSPG  |
| 4  | ウィリアム・L・ベル少将 (MG William L. Bell)              | 1954年 8月1日   | 1956年 1月31日  | 549      | WSPG  |
| 5  | ウォルド・E・レイドロウ少将 (MG Waldo E. Laidlaw)         | 1956年 2月1日   | 1960年 6月30日  | 1,612    | WSMR  |
| 6  | ジョン・G・シンクル少将 (MG John G. Shinkle)              | 1960年 7月1日   | 1962年 6月11日  | 711      | WSMR  |
|    | ジョン・ベーン大佐 (Col. John Bane)                       | 空位期間代理    | 空位期間代理    | -        | WSMR  |
| 7  | フレデリック・ソーリン少将 (MG Frederick Thorlin)         | 1962年 7月9日   | 1965年 7月31日  | 1,119    | WSMR  |
| 8  | ジョン・M・コーン少将 (MG John M. Cone)                   | 1965年 8月1日   | 1966年 3月30日  | 242      | WSMR  |
|    | カール・F・エークルンド大佐 (Col. Karl F. Eklund)         | 空位期間代理    | 空位期間代理    | -        | WSMR  |
| 9  | ホーレス・デーヴィソン少将 (MG Horace Davisson)           | 1966年 10月12日 | 1970年 3月31日  | 1,267    | WSMR  |
|    | ロバート・オリアリー大佐 (Col. Robert O'Leary)            | 空位期間代理    | 空位期間代理    | -        | WSMR  |
| 10 | エドワード・H・デソウシャー少将 (MG Edward H. deSaussure) | 1970年 4月8日   | 1972年 5月31日  | 785      | WSMR  |
| 11 | アーサー・H・スウィニー少将 (MG Arthur H. Sweeny)         | 1972年 6月1日   | 1974年 7月21日  | 781      | WSMR  |
| 12 | ロバート・J・プラウドフット少将 (MG Robert J. Proudfoot)  | 1974年 7月29日  | 1975年 7月31日  | 368      | WSMR  |
|    | ジョン・マイヤー大佐 (Col. John Maier)                    | 空位期間代理    | 空位期間代理    | -        | WSMR  |
| 13 | オービル・L・トバイアソン少将 (MG Orville L. Tobiason)    | 1975年 9月9日   | 1979年 2月28日  | 1,269    | WSMR  |
|    | ウィリアム・マッデン大佐 (Col. William Madden)            | 空位期間代理    | 空位期間代理    | -        | WSMR  |
| 14 | デュアード・D・ボール少将 (MG Duard D. Ball)              | 1979年 3月19日  | 1980年 7月22日  | 492      | WSMR  |
| 15 | アラン・A・ノール少将 (MG Alan A. Nord)                   | 1980年 7月22日  | 1982年 9月24日  | 795      | WSMR  |
| 16 | ナイルズ・J・ファルィラー少将 (MG Niles J. Fulwyler)      | 1982年 9月24日  | 1986年 6月4日   | 1,350    | WSMR  |
| 17 | ジョー・S・オーエンズ少将 (MG Joe S. Owens)               | 1986年 6月4日   | 1987年 10月16日 | 500      | WSMR  |
| 18 | トーマス・J・P・ジョーンズ少将 (MG Thomas J.P. Jones)     | 1987年 10月16日 | 1990年 8月10日  | 1,030    | WSMR  |
| 19 | ロナルド・V・ハイツ准将 (BG Ronald V. Hite)               | 1990年 8月10日  | 1991年 7月11日  | 336      | WSMR  |
| 20 | リチャード・W・ウォートン准将 (BG Richard W. Wharton)     | 1991年 7月11日  | 1994年 6月24日  | 1,080    | WSMR  |
| 21 | ジェリー・L・ロウズ准将 (BG Jerry L. Laws)                | 1994年 6月24日  | 1998年 4月13日  | 1,390    | WSMR  |
| 22 | ハリー・D・ゲイタナス准将 (BG Harry D. Gatanas)           | 1998年 4月13日  | 1999年 11月16日 | 583      | WSMR  |
| 23 | スティーブン・W・フローア准将 (BG Steven W. Flohr)        | 1999年 11月16日 | 2001年 10月22日 | 707      | WSMR  |
| 24 | ウィリアム・F・エンゲル准将 (BG William F. Engel)         | 2001年 10月22日 | 2003年 5月2日   | 558      | WSMR  |
| 25 | ローレンス・J・ゾーヴァ大佐 (Col. Lawrence J. Sowa)       | 2003年 5月2日   | 2003年 7月17日  | 77       | WSMR  |
| 26 | ロバート・J・リース准将 (BG Robert J. Reese)              | 2003年 7月17日  | 2005年 11月30日 | 868      | WSMR  |
| 27 | トーマス・R・ベラード (Thomas R. Berard)                  | 2005年 11月30日 | (在任中)        | -        | WSMR  |

## 用途

### NASA

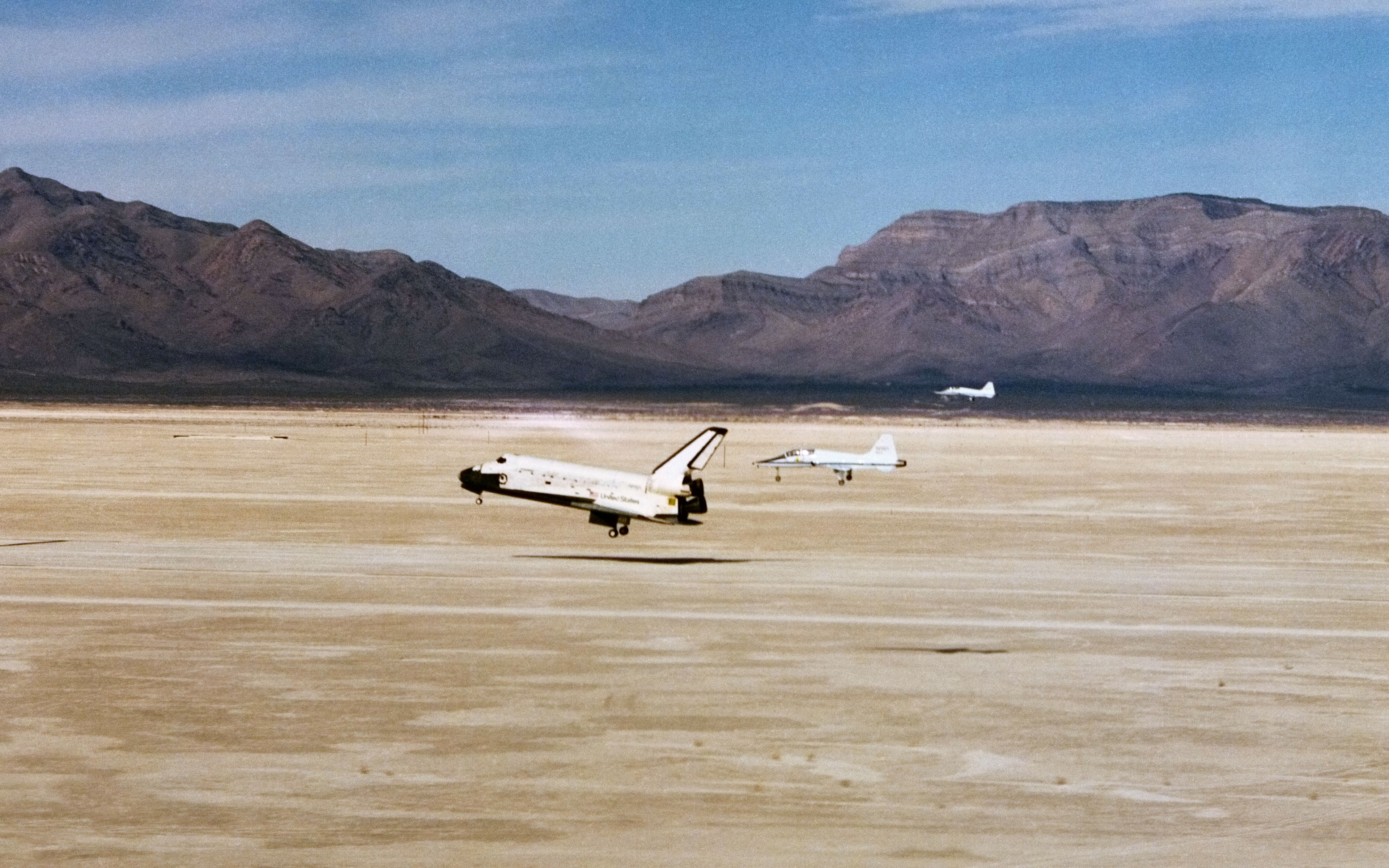
2機のT-38 タロンを引き連れてノースロップ・ストリップに着陸するスペースシャトル「コロンビア」。

NASAは、1963年に実験場にホワイトサンズ試験施設を設立した。1963年から1966年までNASAはアポロ計画のために発射時脱出システムの試験を行うためにホワイトサンズで36番複合発射台からリトル・ジョーII ブースターを発射した。最近では、ホワイトサンズ宇宙港として知られる、WSMR司令部の北約45 miに位置する着陸区域をNASAのスペースシャトル計画が使用していた。スペースシャトルの着陸地点の候補はいくつかあるが、第1候補のフロリダ州 (東海岸) のケネディ宇宙センターと第2候補のカリフォルニア州 (西海岸) のエドワーズ空軍基地が天候不良等の理由で着陸できない場合には最後の手段としてホワイトサンズ・ミサイル実験場に着陸する。過去に実際にWSMRに着陸したのはコロンビア (STS-3) のみである。

### アメリカ空軍
アメリカ空軍調査研究所 (Air Force Research Laboratory) の指向性エネルギー局 (Directed Energy Directorate) は、ホワイトサンズ・ミサイル実験場内のノース・オスキュラ・ピーク (North Oscura Peak) にある施設を管理している。

## ホワイトサンズ・ミサイル実験場博物館

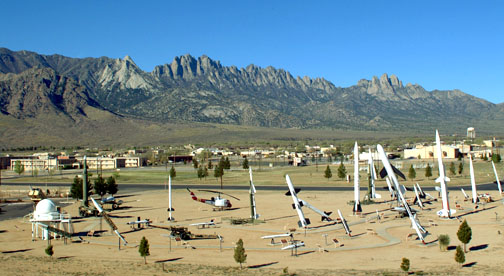
ホワイトサンズ・ミサイル実験場博物館のミサイル・パーク。木立のようにミサイルが並んでいるのが見える。

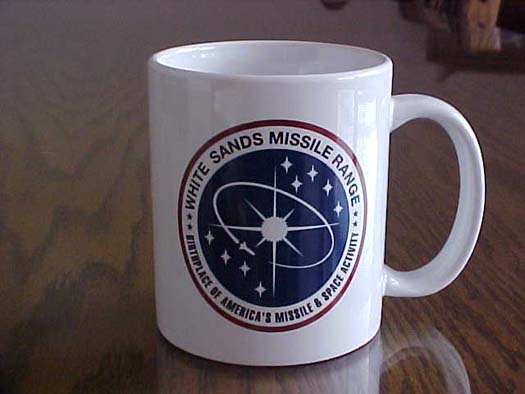
ギフトショップで売っているホワイトサンズ・ミサイル実験場のロゴ入りマグカップ。4ドル95セント（2007年9月現在）。

ホワイトサンズ・ミサイル実験場博物館（英: White Sands Missile Range Museum）は、ホワイトサンズ・ミサイル実験場の一角にあるミサイルの博物館。アメリカの宇宙開発とミサイルの起源、核の時代の幕開け、ホワイトサンズにおけるヴェルナー・フォン・ブラウン博士やクライド・トンボー博士の研究成果について知ることができる。
実験場のロゴをあしらったマグカップ、Tシャツ、ベースボールキャップなどのオリジナル・グッズをはじめ、インディアンの伝統的な銀製の装身具や人形を販売するギフトショップもある。また、博物館の屋外にミサイル・パークがあり、50以上の実物のミサイルがアメリカ陸軍のものに限らず多数展示されている。休館は祝日のみで、開館時間は8:00 - 16:00（土日は10:00 - 15:00）。ミサイル・パークは日の出から日の入りまで立ち入ることができる。
入場は無料であるが、軍事施設の一部であるため入館希望者は門のビジターセンターに立ち寄り、そこで身分証明書の提示をして、入門許可証の発行を受けなければならない。更に、保安要員による入退門時のチェックも行われる。

### 展示

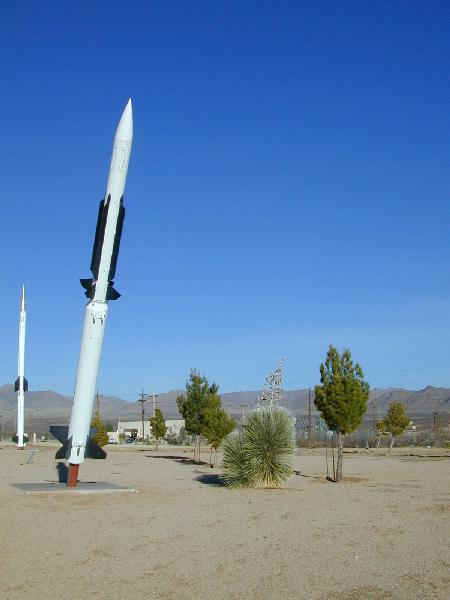
RIM-2 テリア
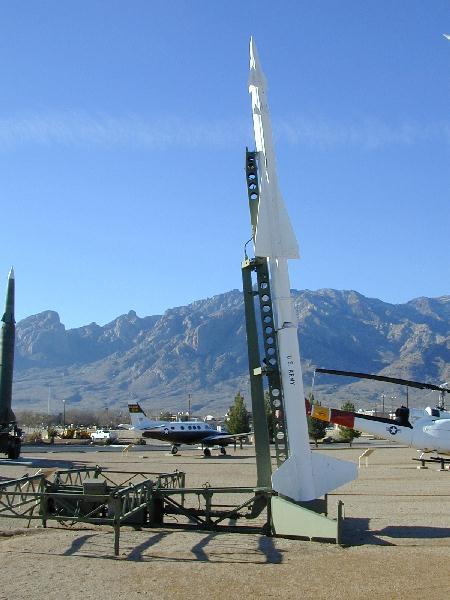
MIM-3 ナイキ・エイジャックス
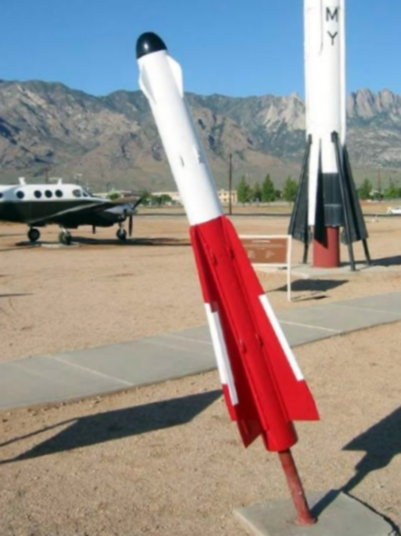
AIM-4 ファルコン
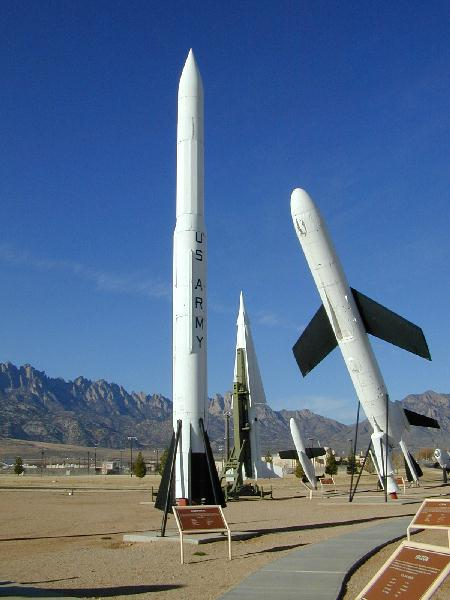
MGM-5 コーポラル
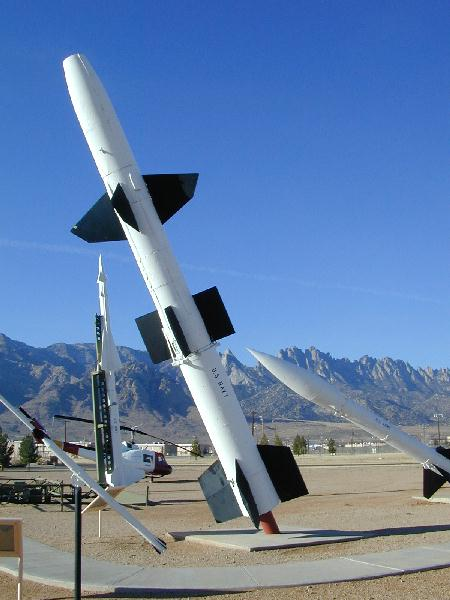
RIM-8 タロス
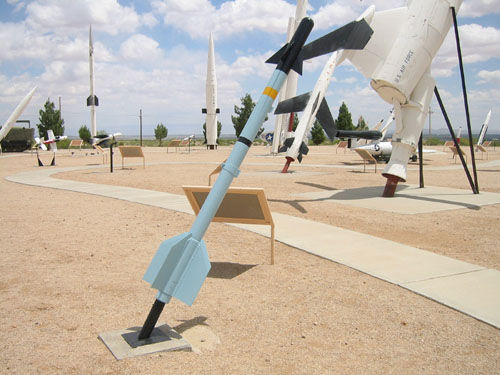
AIM-9 サイドワインダー
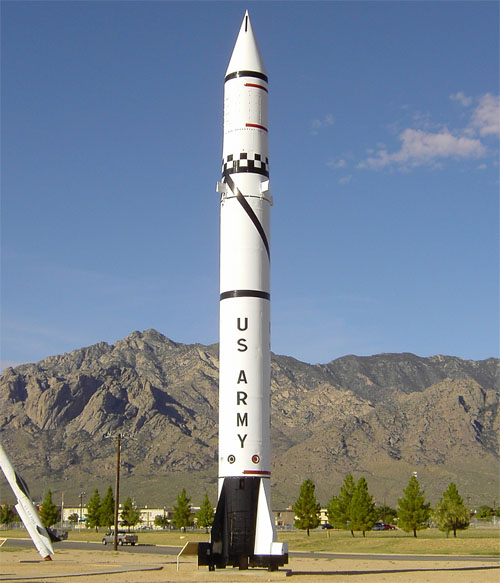
PGM-11 レッドストーン
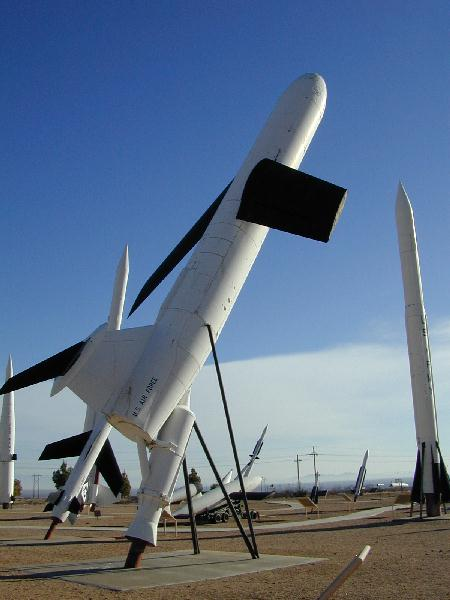
MGM/CGM-13 メイス
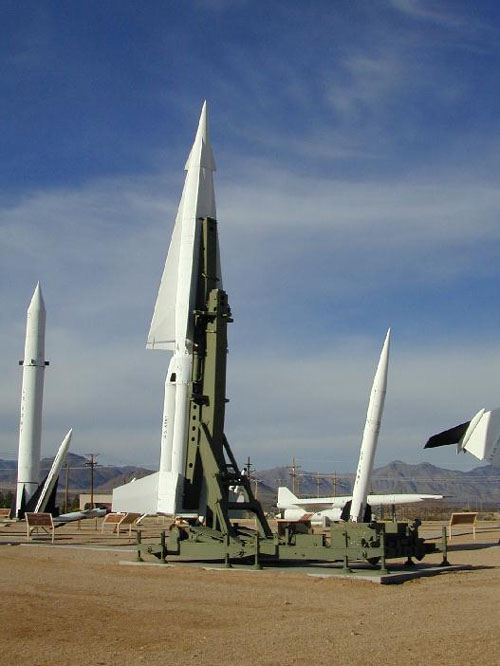
MIM-14 ナイキ・ハーキュリーズ
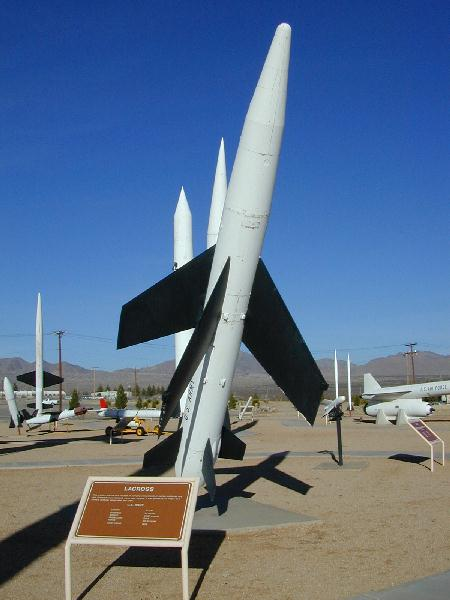
MGM-18 ラクロス
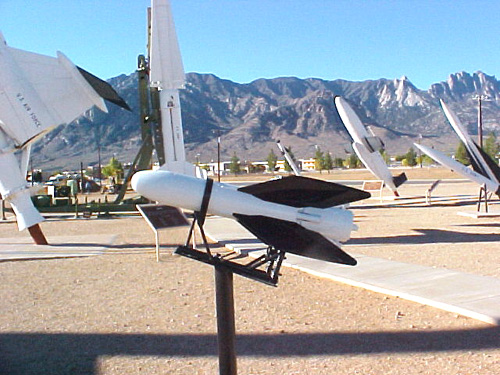
AGM-22
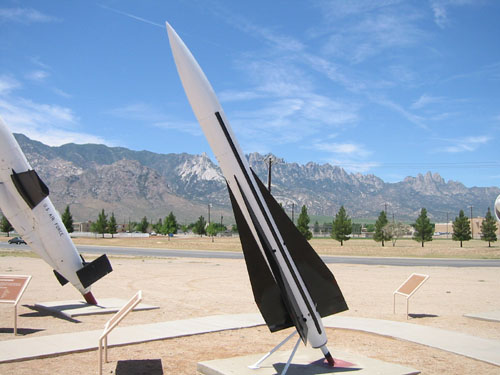
MIM-23 ホーク
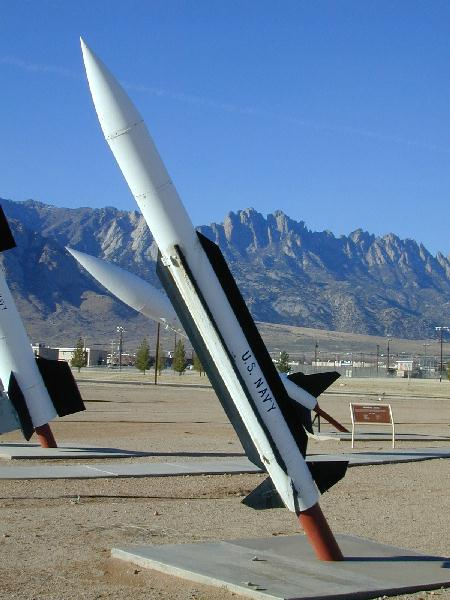
RIM-24 ターター
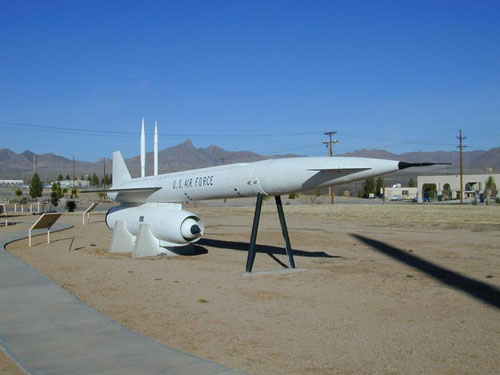
AGM-28 ハウンド・ドッグ
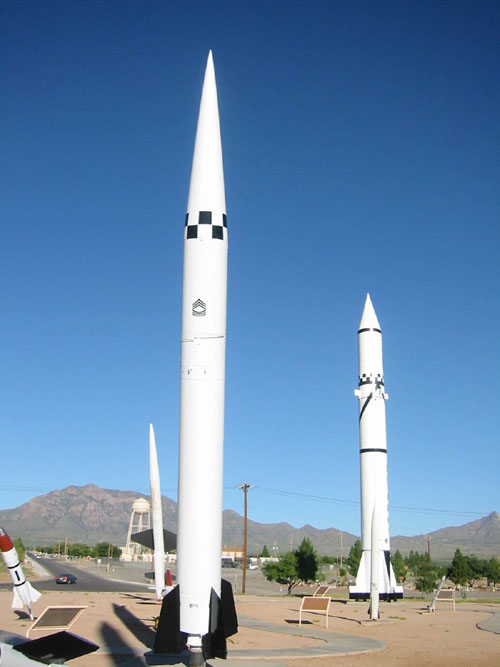
MGM-29 サージェント
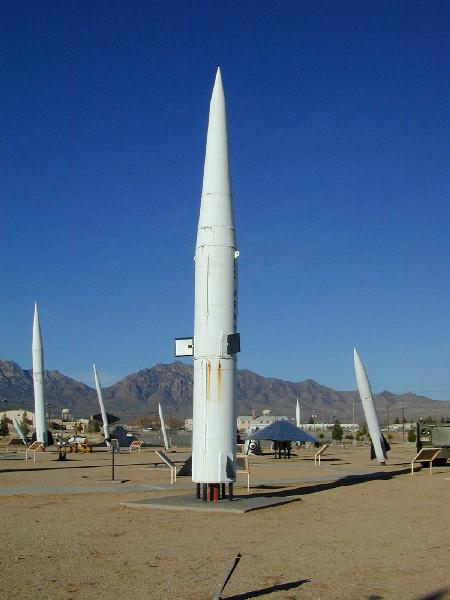
MGM-31 パーシング I
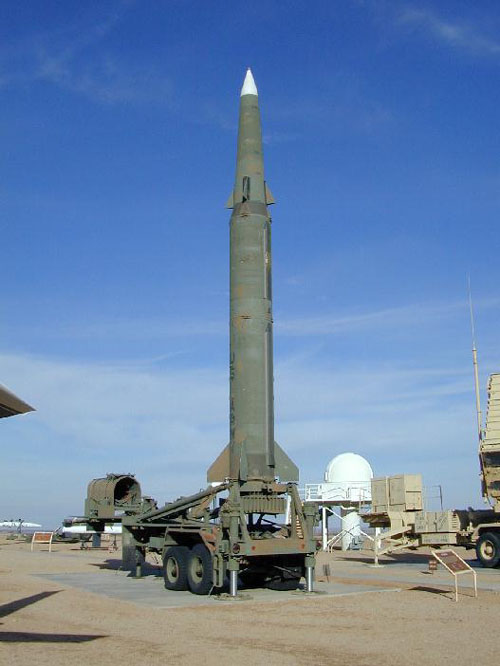
MGM-31 パーシング II
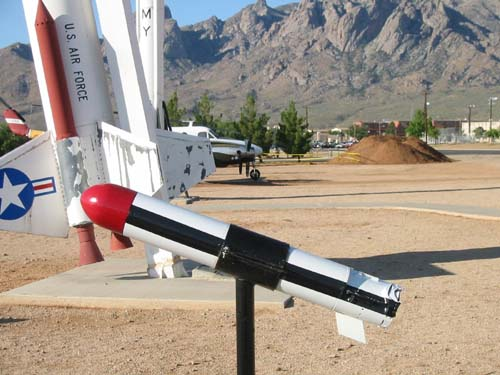
MGM-51 シレイラ
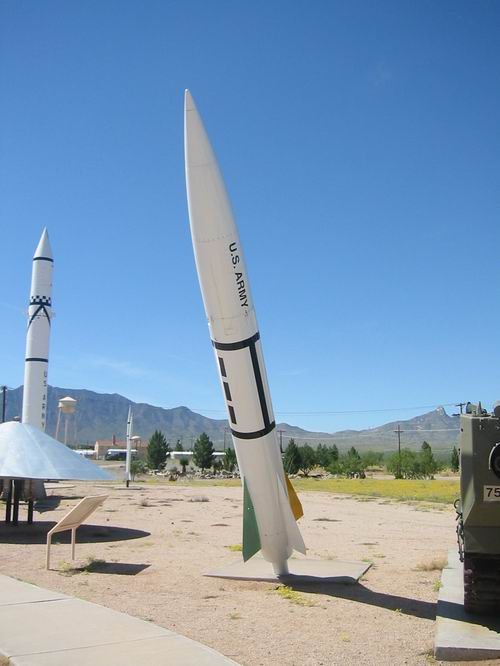
MGM-52 ランス
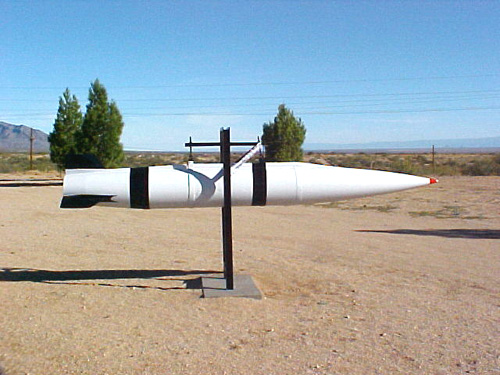
AGM-69 SRAM
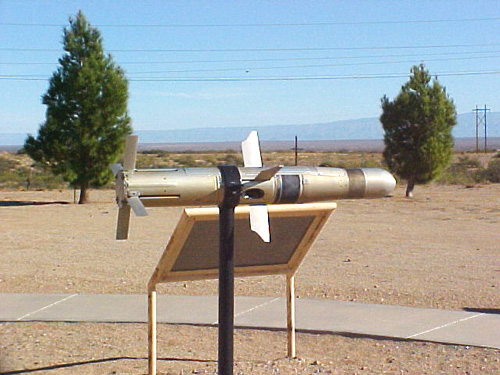
BGM-71 TOW
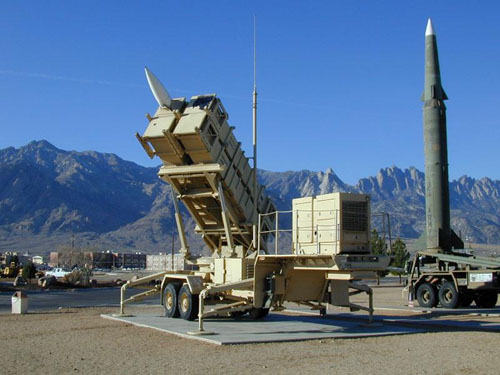
MIM-104 パトリオット
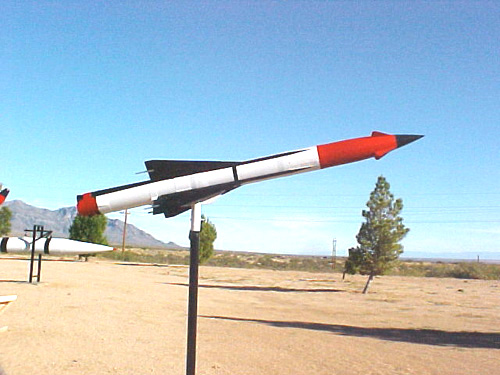
MIM-115 ローランド
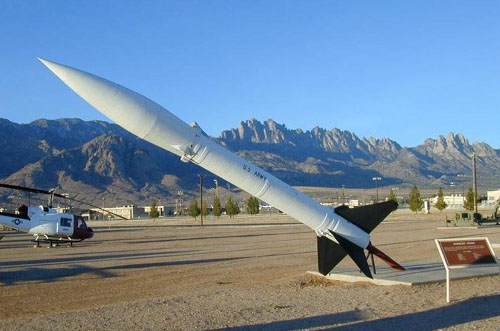
MGR-1 オネスト・ジョン
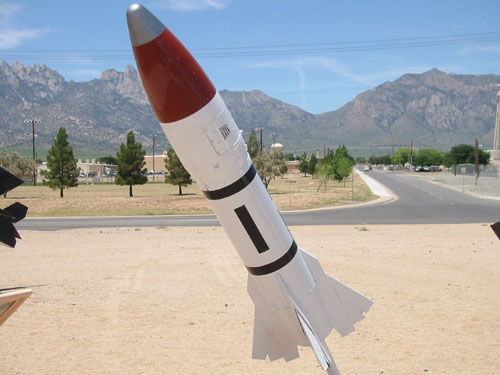
AIR-2 ジニー
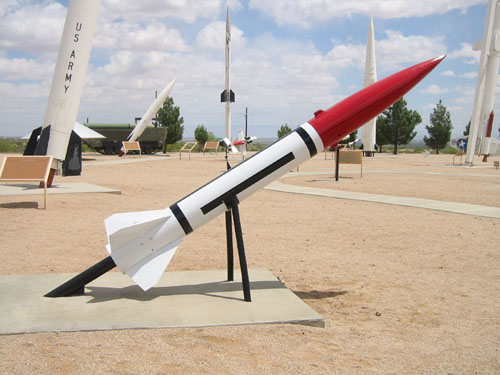
MGR-3 リトル・ジョン
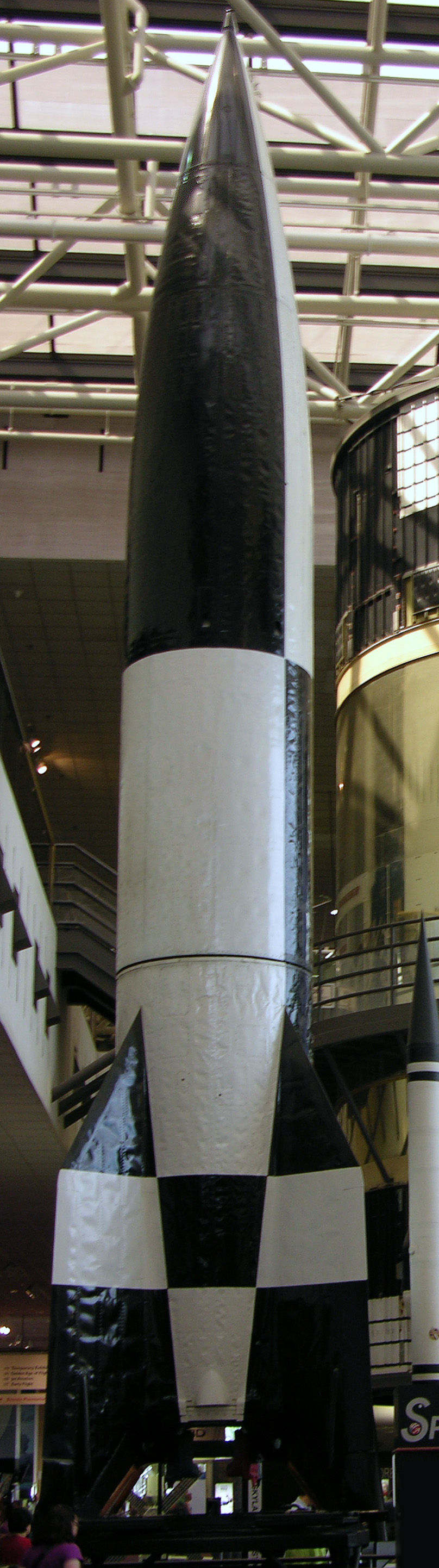
V2ロケット